# Paul von Lilienfeld
Paul von Lilienfeld, celým jménem Paul Frommhold Ignatius von Lilienfeld, od roku 1883 Lilienfeld-Toal (rusky Павел Фёдорович Лилиенфельд-Тоаль – Pavel Fedorovič Lilienfeld-Toal, francouzsky Paul de Lilienfeld) byl ruský politik a sociolog. Během let 1867–1885 byl guvernérem Kuronska.
Jeho největším dílem je práce Myšlenky nad budoucností sociologie, které nejprve publikoval roku 1872 v ruštině, a poté během let 1873–1881 v němčině. Toto rozsáhlé pětisvazkové dílo vzbudilo ohlas a Lilienfeld díky němu získal pověst sociologa. V jeho pracích se promítal příklon k organicismu, který byl v jeho případě velmi radikální.

## Život
Paul von Lilienfeld se narodil roku 1829 v Bělostoku. Pocházel z rodiny vysoce postavených státních úředníků německo-baltského původu. Studoval na Carsko-selském lyceu, poté, od roku 1849, pracoval na ruském ministerstvu vnitra na ekonomickém oddělení v Petrohradě. V roce 1853 začal pracovat pro Gregora von Berga, estonského guvernéra, jako mluvčí. O dva roky později byl Berg povýšen na generálního guvernéra a vrchního velitele ve Finsku, kam ho Lilienfeld následoval jako úředník pro zvláštní úkoly. V roce 1867 této služby zanechal a působil jako smírčí soudce a prezident shromáždění smírčích soudců. V roce 1858 si vzal za ženu hraběnku Carolinu Charlotte Mellin, se kterou měl 7 dětí.
Jeho samostatná politická kariéra začala v roce 1867, kdy se stal viceguvernérem Petrohradu. Hned rok poté, roku 1868, byl jmenován guvernérem Kuronska. Tuto funkci vykonával až do roku 1885. Jeho pracovní náplň tvořily úkoly související se zrušením nevolnictví po rolnické reformě v roce 1861. Kromě toho se také hojně věnoval výstavbě silnic a školnímu systému, byl iniciátorem založení několika námořních škol. Později byl jmenován tajným radou a v roce 1886 se stal, po jmenování nejvyšším soudem, ruským senátorem.
Zemřel 11.1.1903 v Petrohradě. 

## Dílo
Lilienfeldovým prvním dílem jsou Prvky politické ekonomie (Основные начала политической экономии), které byly publikované v ruštině v roce 1860. Už v tomto díle pracoval s analogiemi mezi společností a živými organismy. Myšlenku organicismu jako uceleného konceptu pak rozvedl v díle Myšlenky nad budoucností sociologie, které nejprve publikoval roku 1872 v ruštině (Мысли о социальной науке будущего), a poté během let 1873–1881 v rozšířené pětisvazkové podobě v němčině (Gedanken über die Sozialwissenschaft zukunft). V roce 1896 pak publikoval svou práci La Pathologie Sociale.
Organicismus v Lilienfeldově pojetí je velmi radikální. Přirovnává vztahy mezi společností a jejími členy ke vztahům živého organismu s buňkami, ze kterých je složen. Navíc vychází z předpokladu, že každá z elementárních částí celku (buňka v případě živých organismů, jedinec v případě lidské společnosti) podléhá stejným zákonům jako celek a prochází ve svém vývoji stejnými stádii jako on. Z těchto tvrzení vyplývá, že společenský vývoj považuje za stejně nezvratný a předem určený jako vývoj živého organismu. Otázku svobody jedince v rámci fungování organizované společnosti zodpovídá pojetím dvojí povahy člověka jako autonomního individua a zároveň součásti většího celku. Normální jedinec dokáže obě složky své povahy skloubit, sociálně patologické jednání některých jedinců je pak vysvětlitelné právě neschopností brát v úvahu nejen soukromé, ale i veřejné zájmy. Lilienfeld se snaží obě hlediska, jak individualitu, tak společenskou solidaritu, pečlivě vyvažovat. Zároveň tento systém nedokázal vysvětlit různé kulturní aspekty života společnosti.
Spoluzakladatelem bioorganistické školy v sociologii byl Albert Schäffle, společně s Lilienfeldem se opírali o myšlenky např. Augusta Comta nebo Herberta Spencera. Mezi další představitele tohoto směru patří René Worms, Jakov A. Novikov nebo Alfred Fouillée. 